# Nesh
Nesh är ett distrikt i Afghanistan. Det ligger i provinsen Kandahar, i den centrala delen av landet, 400 km sydväst om huvudstaden Kabul. Administrativ huvudort är Nesh.
Distriktet beräknades år 2022 ha cirka 16 000 invånare.